# Faiza Al-Kharafi
Faiza Al-Kharafi (1946) es una química y académica kuwaití. Dirigió la Universidad de Kuwait desde 1993 hasta 2002. En 2011 recibió el Premio L'Oréal-UNESCO a Mujeres en Ciencia por sus trabajos sobre la corrosión.

## Biografía
Nació en el seno de en una familia acomodada. Hizo un bachillerto universitario en ciencias en la Universidad Ain Shams de El Cairo en 1967. Luego realizó un máster en 1972 y un doctorado en  1975. Trabajó en el departamento de Química de la Universidad de Kuwait de 1975 a 1981. En 1984, fue elegida presidenta de este departamento. De 1986 a 1989, decana de la facultad de ciencias. El 5 de julio de 1993, el emir Yaber Al-Ahmad Al-Yaber Al-Sabah la nombró rectora, por lo que se convirtió la primera mujer de Oriente Medio en dirigir una universidad. Fue su directora hasta 2002. 
Sus investigaciones llevan sobre el impacto de la corrosión sobre los sistemas de enfriamiento de los motores, sobre las unidades de destilación del petróleo y sobre las salmueras geotérmicas a elevada temperatura. Ha estudiado igualmente los comportamientos electroquímicos del aluminio, cobre, platino, niobio, vanadio, cadmio, latón, cobalto y acero con poco contenido de carbono. Junto con su equipo de investigación, descubrió una nueva clase de catalizadores a base de molibdeno, un elemento químico que permite mejorar el número de octano de la gasolina sin producir de benceno. Perteneció al consejo de administración de la Universidad de las Naciones Unidas en 1998 e al de la Fundación de Kuwait para el Avance de las Ciencias.

## Recompenses y honores
- 2005: Ha formado parte las 100 mujeres las más poderosas del mundo según la revista Forbes.[3]
- 2006: Premio de Kuwait de ciencias aplicadas.
- 2011: Premio L'Oréal-UNESCO a Mujeres en Ciencia por sus trabajos sobre la corrosión, un problema de una importancia fundamental para el tratamiento del agua y para la industria petrolera.[4][5]

## Principales publicaciones
- Al-Kharafi, Faiza (1983). Al Saratan Aw Al Khelyat Al Moutamarida [Cancer or Rebellious Cells] (en inglés).
- Al-Kharafi, Faiza (1986). Al Hareb Al Kimaeya [Chemical War] (en inglés).
- Abdullah, Aboubakr M. (mai 2006). «Intergranular corrosion of copper in the presence of benzotriazole». Scripta Materialia (en inglés) 54 (9): 1673–1677. doi:10.1016/j.scriptamat.2006.01.014.
- Makhseed, Saad (25 avril 2009). «Catalytic oxidation of sulphide ions using a novel microporous cobalt phthalocyanine network polymer in aqueous solution». Catalysis Communications (en inglés) 10 (9): 1284–1287. doi:10.1016/j.catcom.2009.01.034.